# Ibrahima Fall Faye
Ibrahima Fall Faye (Fissel, 10 januari 1997) is een Senegalees basketballer.

## Carrière
Hij speelde in de jeugd van Élan Chalon waarbij hij ook zijn profdebuut maakte. In 2016/2017 speelde hij zes wedstrijden mee maar besloot op het einde van het seizoen de club te verlaten voor tweedeklasser Poitiers Basket. Na een heel seizoen in de basis versierde hij een contract bij de Belgische club Leuven Bears. Na een seizoen maakte hij de overstap naar bekerwinnaar Antwerp Giants waar hij anderhalf seizoen actief blijft en de beker mee wint in 2020. Hij maakte in februari 2021 de overstap naar de Franse competitieleider AS Monaco. Met Monaco won hij in 2021 de EuroCup. Hij won met de Senegalese ploeg brons op de Afrikaanse kampioenschappen basketbal in 2021 die gehouden werden in Rwanda. Hij maakte in 2022 de overstap naar reeksgenoot Metropolitans 92.
In de zomer van 2023 tekende hij bij reeksgenoot Nanterre 92. In 2024 tekende hij in de Chinese competitie bij Shanxi Loongs.

## Erelijst
- Frans landskampioen: 2017
- All-Pro Basketball League Teams: 2019
- Belgische bekerwinnaar: 2020
- EuroCup-kampioen: 2021
- AfroBasket: 2021